# Mogens Krogh
Mogens Krogh (Hjørring, 31 ottobre 1963) è un allenatore di calcio ed ex calciatore danese, di ruolo portiere. Campione d'Europa con la Nazionale danese nel 1992.

## Carriera

### Giocatore

#### Club
Krogh iniziò a giocare nell'Horne KFUM e poi nel Tårs Ugilt, due piccole società danesi. Nel 1981 approdò nella massima divisione del campionato danese giocando per Ikast.
Nel 1991 il Brøndby, campione di Danimarca nei precedenti due anni, vendette il portiere titolare Peter Schmeichel al Manchester Utd e al suo posto fu acquistato Krogh.
Nella stagione 1995-1996 il Brøndby era in lotta con l'AGF per la conquista del campionato danese: nello scontro diretto tra le due squadre, il Brøndby stava perdendo 2-3 quando Krogh si spinse in attacco durante un calcio d'angolo e colpì la palla di testa segnando il gol del pareggio, risultato che spianò la strada verso il titolo.
A livello internazionale Krogh ha disputato 66 partite per il Brøndby, tra cui quella contro il Tenerife nell'edizione 1986-1987 della Coppa UEFA, quando parò un rigore consentendo al Brøndby di vincere 1-0.

#### Nazionale
Nella Nazionale danese fu quasi sempre riserva di Peter Schmeichel, disputando 10 partite tra il 1992 e il 1998.
Partecipò al vittorioso Europeo 1992, all'Europeo 1996 e al Mondiale 1998, senza però disputare alcuna partita in tali manifestazioni. Nella King Fahd Cup 1995, invece, subentrò al portiere titolare Lars Høgh nell'ultima partita del girone eliminatorio contro il Messico, parando due tiri di rigore, resisi necessari per stabilire la squadra vincente del girone e qualificata per la finalissima. In seguito giocò la finale contro l'Argentina, vinta per 2-0.

### Dopo il ritiro
Dopo il suo ritiro nel 2002 fu assunto dal Brøndby nella sezione per le relazioni col pubblico. Dopo tre anni, nel dicembre del 2005, decise di lasciare tale impiego e abbandonare il club, dicendo che avrebbe voluto nuove esperienze e avrebbe lavorato ancora in una squadra di calcio solo a contatto diretto con i giocatori. Un mese dopo fu ingaggiato come preparatore dei giovani portieri, operando sotto la supervisione del talent scout Kim Vilfort.

## Palmarès

### Giocatore

#### Club
- Campionato danese: 4

Brøndby: 1995-1996, 1996-1997, 1997-1998, 2001-2002
- Coppa di Danimarca: 2

Brøndby: 1993-1994, 1997-1998

#### Nazionale
- Campionato d'Europa: 1

Svezia 1992
- Confederations Cup: 1

Danimarca: 1995